# Ла Луисиана
Ла Луисиана (на испански: La Luisiana) е населено място и община в Испания. Намира се в провинция Севиля, в състава на автономната област Андалусия. Общината влиза в състава на района (комарка) Есиха. Заема площ от 43 km². Населението му е 4614 души (по преброяване от 2010 г.). Разстоянието до административния център на провинцията е 69 km.

## Демография
| 1996 | 1998 | 1999 | 2000 | 2001 | 2002 | 2003 | 2004 | 2005 | 2006 |
| ---- | ---- | ---- | ---- | ---- | ---- | ---- | ---- | ---- | ---- |
| 4331 | 4349 | 4339 | 4344 | 4360 | 4360 | 4386 | 4413 | 4495 |      |